# Rick Mitchell
Rick Mitchell, właśc. Richard Charles Mitchell (ur. 24 marca 1955 w Sydney, zm. 30 maja 2021 w Brisbane) – australijski lekkoatleta, srebrny medalista letnich igrzysk olimpijskich w 1980 w Moskwie w biegu na 400 metrów.

## Życiorys
Zajął 6. miejsce w finale biegu na 400 metrów na igrzyskach olimpijskich w 1976 w Montrealu. Na tych samych igrzyskach zakwalifikował się do ćwierćfinału biegu na 200 metrów, w którym nie wystąpił oraz odpadł w eliminacjach  sztafety 4 × 400 metrów.
Zwyciężył w biegu na 400 metrów, wyprzedzając Josepha Coombsa z Trynidadu i Tobago i Glenna Bogue z Kanady, a także zdobył brązowy medal w sztafecie 4 × 400 metrów, która biegła w składzie: John Higham, Chum Darvall, Garry Brown i Mitchell, na igrzyskach Wspólnoty Narodów w 1978 w Edmonton.
Zdobył srebrny medal w biegu na 400 metrów na igrzyskach olimpijskich w 1980 w Moskwie, ulegając jedynie Wiktorowi Markinowi ze Związku Radzieckiego, a wyprzedzając Franka Schaffera z Niemieckiej Republiki Demokratycznej. Na igrzyskach Wspólnoty Narodów w 1982 w Brisbane wywalczył dwa srebrne medale: w biegu na 400 metrów (za Bertem Cameronem z Jamajki, a przed swym kolegą z reprezentacji Australii Garym Minihanem) oraz w sztafecie 4 × 400 metrów (w składzie: Minihan, John Fleming, Greg Parker i Mitchell). Na swych trzecich igrzyskach olimpijskich w 1984 w Los Angeles Mitchell wystąpił tylko w sztafecie 4 × 400 metrów, która w finale zajęła 4. miejsce mimo osiągnięcia czasu 2:59,70, który do tej pory (październik 2020) jest rekordem Australii i Oceanii.
Był mistrzem Australii w biegu na 400 metrów w 1975/1976, 1976/1977 i 1979/80, wicemistrzem na tym dystansie w 1973/1974, 1974/1975 i 1977/1978 oraz brązowym medalistą w biegu na 200 metrów w 1980/1981 i w biegu na 400 metrów w 1983/1984.
Oprócz rekordów w sztafecie 4 × 400 metrów Mitchell był również czterokrotnym rekordzistą Australii w biegu na 400 metrów do czasu 44,84 s, uzyskanego 30 lipca 1984 w Moskwie.
Zmarł 30 maja 2021 roku w Brisbane w wieku 66 lat. Przyczyną śmierci był rak prostaty.